# ザ・逆流リサーチャーズ
『ザ・逆流リサーチャーズ』（ザ・ぎゃくりゅう-）は、2009年10月12日から2010年3月22日までテレビ東京系列で放送されていたバラエティ番組。タイトルロゴでは『The 逆流リサーチャーズ』と表記。

## 番組概要
「主に日常にある製品はどうやって出来るのか?」「最先端技術はどこから来ている?」などあらゆるルーツを「逆流」と書かれたジャンパーを着たスタッフが工場や畑、海などを巡り、起源まで探っていく。製品が工場で作られていくシーンは他の番組でも見られるが、工場で発見された原料はどこから来るのかを辿る点が他の番組と大きく違っている。逆流するテーマは1回の放送辺り1〜3つである。
改編期、改編期外に関係なく、2時間特番が組まれる。
前身番組は特番として2度放送された『ナヌ!? 逆流リサーチ大賞』。司会はチュートリアル、大江麻理子（テレビ東京アナウンサー）。パネラーとして関根勤が参加していた。
2010年3月で番組は終了し、同年4月19日より『逆流!シラベルトラベル』に改題・リニューアルして放送したが、同年8月30日で終了。レギュラー出演者はそのまま。ゲストは置かず、タレントが「シラベルトラベラー」としてリポーターを務める。

### 逆流映像クイズ
- スーパースロー落下クイズ

地上15mからある物を落下させ粉々になる映像をスーパースローで逆再生し、何を落としたかを当てるクイズ。
- 100歳芸能人若返りクイズ

問題となる芸能人の顔をCG技術で100歳の頃の顔に予想再現し、現在の年齢の顔まで若返らせていくクイズ。
- 餅つき逆流映像クイズ

ある物をもち米と混ぜて餅つき機で餅を作り、何を混ぜたかを当てるクイズ。問題の映像は最後までつきあがった状態からもち米に問題となる何かを混ぜる過程までを逆再生していく。
この他、このコーナー内でも「キャラ弁逆流映像クイズ」がクイズの一問として出題されるが、食べるのは小木係長ではなくキャラ弁ギャルズなる女性が食べる。そのため小木係長も解答者となる。

### 逆流すっぴんメイクショー
- 間違った方法でメイクをしている女性を探しに町を訪れ、ターゲットとなった女性を一度スッピンに戻してから（すっぴんに逆流）プロのメイク師によって正しいメイクを行うことで美しく（若返る）大変身させようという内容。

### 逆流係長「タダの小木」
- コーナー名の由来は「特命係長 只野仁」から。「○○の語源」「日本で初めて○○した人や」等、「あらゆる物、出来事などのルーツを小木係長自ら追跡をしていく」という内容。基本的に未解決のまま終わるため、公式サイトで情報を募集し、内容によってはその情報が掲載される。
- VTRの演出なのか、「小木がロケの現場に行っていない」ように見えることもあり（小木がテレビ東京玄関からダッシュで出動するシーンが1回の放送で数回出てきたり、翌週にも同じ場面が登場するなど）、このことで出演者にネタにされることがある。

### キャラ弁逆流映像クイズ
- 小木係長がキャラ弁を食した映像を逆再生し、もとの絵柄を当てるクイズコーナー。進行は小木係長自らが行い、ほかの出演者が回答する。

### 豪邸さんを逆流!!
- 豪邸の主の人生を逆流し、その秘密を探るコーナー。リポーターはモンキッキー。

## 出演者
- おぎやはぎ
  - 小木博明（係長）
  - 矢作兼（代表）
- 関根勤（顧問）
- 半田健人（チーフ）
- 優木まおみ（秘書）

※カッコ内は番組内での設定。その他週代わりゲストが毎週2名登場する。
レポーター（体験を行って商品の凄さを説明する場合、タレントがレポーターとして参加している）
- にしおかすみこ

ナレーター
- 若本規夫（2009年10月 - 12月）
- 新かな子（2009年10月 - 12月）
- 真地勇志（2010年1月 - 3月）
- 三石琴乃（2010年1月 - 3月）

※若本は、直後のミニ番組「商品降臨」（20:54 - 21:00）のナレーターも担当している。なお三石が加入後、放送前のジャンクションでは三石が葛城ミサト（『新世紀エヴァンゲリオン』）の声で、「この後は『ザ・逆流リサーチャーズ』。逆流、逆流ぅ!」とやっている。

## 視聴率
通常回の視聴率は4%前後と低めなものの、SPでは健闘している。番組最高視聴率は2009年11月23日放送の2時間SPで10.8%。

## ネット局
| 放送対象地域   | 放送局             | 系列           | 放送日時            | 備考       |
| -------------- | ------------------ | -------------- | ------------------- | ---------- |
| 関東広域圏     | テレビ東京         | テレビ東京系列 | 月曜 20:00 - 20:54  | 制作局     |
| 北海道         | テレビ北海道       | テレビ東京系列 | 月曜 20:00 - 20:54  | 同時ネット |
| 愛知県         | テレビ愛知         | テレビ東京系列 | 月曜 20:00 - 20:54  | 同時ネット |
| 大阪府         | テレビ大阪         | テレビ東京系列 | 月曜 20:00 - 20:54  | 同時ネット |
| 岡山県・香川県 | テレビせとうち     | テレビ東京系列 | 月曜 20:00 - 20:54  | 同時ネット |
| 福岡県         | TVQ九州放送        | テレビ東京系列 | 月曜 20:00 - 20:54  | 同時ネット |
| 岐阜県         | 岐阜放送           | 独立局         | 月曜 20:00 - 20:54  | 同時ネット |
| 奈良県         | 奈良テレビ         | 独立局         | 月曜 20:00 - 20:53  | 同時ネット |
| 滋賀県         | びわ湖放送         | 独立局         | 月曜 20:00 - 20:55  | 同時ネット |
| 和歌山県       | テレビ和歌山       | 独立局         | 月曜 20:00 - 20:55  | 同時ネット |
| 岩手県         | 岩手めんこいテレビ | フジテレビ系列 | 土曜 16:30 - 17:30  | 遅れネット |
| 山形県         | テレビユー山形     | TBS系列        | 金曜 15:00 - 15:54  | 遅れネット |
| 福島県         | 福島放送           | テレビ朝日系列 | 日曜 16:25 - 17:25  | 遅れネット |
| 新潟県         | 新潟総合テレビ     | フジテレビ系列 | 日曜 13:00 - 13:55  | 遅れネット |
| 長野県         | 長野放送           | フジテレビ系列 | 土曜 13:00 - 14:00  | 遅れネット |
| 富山県         | 北日本放送         | 日本テレビ系列 | 日曜 15:00 - 15:55  | 遅れネット |
| 静岡県         | 静岡放送           | TBS系列        | 月曜 23:59 - 翌0:59 | 遅れネット |
| 石川県         | 北陸放送           | TBS系列        | 水曜 14:57 - 15:56  | 遅れネット |
| 鳥取県・島根県 | 山陰放送           | TBS系列        | 金曜 10:30 - 11:25  | 遅れネット |
| 広島県         | 広島テレビ         | 日本テレビ系列 | 土曜 16:00 - 16:55  | 遅れネット |
| 長崎県         | テレビ長崎         | フジテレビ系列 | 土曜 16:00 - 16:54  | 遅れネット |
| 熊本県         | 熊本放送           | TBS系列        | 日曜 13:00 - 13:54  | 遅れネット |

## スタッフ
- 構成：堀田延、照東太郎、キシモトジュン太
- リサーチ：スコープ、ニューズクリエイト、フルタイム
- 技術：野瀬一成（テレビ東京）
- カメラ：菊地裕介、田中圭介（テレビ東京）、藤本茂樹
- 映像：宮本裕美子（テレビ東京）
- 音声：田中英治（テレビ東京）
- 照明：高柴圭一
- ロケ技術：ゴーエン、アビス
- アートプロデューサー：薬王寺哲朗
- 美術進行：三重野基
- 大道具：千葉勇治
- 小道具：山下正美
- 電飾：平野拓也
- モニター：伊坂道在
- アクリル装飾：八島貴広
- メイク：山田かつら
- 衣装：東京衣裳
- タイトルロゴ・CG：森諭
- 音響効果：齋藤俊郎（OPUS-1）
- TK：山口佳奈絵
- ビジュアルフォーマット：松本哲也
- 編集：細谷大輔、西本静香
- MA：長瀬貴広
- 番宣：滝山直史（テレビ東京）
- デスク：鈴木夏枝（テレビ東京）
- AP：茂木葉子
- ディレクター：清水友也、大谷利彦、宮本智仁（T-Field）、流石英昭（SION）、加藤昌義、神山友和、大貫陽、小野元照（ホールマン）、松原綾子、杠政寛（テレビ東京）、如沢大介、綿部裕基、木戸隆文、青田和大、内田拓志、篠幸生、工藤和彦、鈴木大介（エンネットワーク）
- 演出：株木亘、星俊一（テレビ東京）、井上陽二郎（ホールマン）、小泉浩之（SION）、末永剛章、高橋健二、八木沼邦彦（エンネットワーク）
- プロデューサー：澤井伸之、越山進（テレビ東京）、新美信二（ホールマン）、黒田章博（T-Field）、飯塚優子（SION）、二階堂耕史（エンネットワーク）
- 技術協力：テクノマックス、テレビ東京アート、CC Factory
- 制作協力：ホールマン、T-Field、SION、エンネットワーク
- 製作著作：テレビ東京

※基本的にスタッフロールは右から左へ流れるのが一般的だが、この番組では左から右へ流れ（逆流）、紹介されるスタッフもプロデューサーからである（最後に流れることが一般的）。

## エンディングテーマ
- 気まぐれプリンセス（モーニング娘。、2009年10月12日 - 12月14日放送分）
- NERDHEAD（BRAVE HEAD feat.西野カナ、2010年1月18日放送分 - ）